# Ayman Al-Khulaif
Ayman Al-Khulaif (en árabe: أيمن الخليف‎; Al-Hasa, 22 de mayo de 1997) es un futbolista saudí que juega en la demarcación de centrocampista para el Al-Qadisiyah de la Primera División Saudí.

## Selección nacional
Tras jugar con la selección de fútbol sub-20 de Arabia Saudita, finalmente hizo su debut con la selección absoluta el 16 de noviembre de 2018 en un encuentro amistoso contra Yemen que finalizó con un resultado de 1-0 a favor del combinado saudita tras el gol de Abdulrahman Ghareeb.

## Clubes
| Club             | País           | Año             | Partidos | Goles |
| ---------------- | -------------- | --------------- | -------- | ----- |
| Al-Ahli Saudi FC | Arabia Saudita | 2017 - 2019     | 6        | 0     |
| Al-Wehda Club    | Arabia Saudita | 2019 - 2022     | 31       | 1     |
| Al-Fateh SC      | Arabia Saudita | 2022 - 2023     | 30       | 4     |
| Al-Qadisiyah     | Arabia Saudita | 2023 - presente |          |       |